# بوينت فيرتي (نيو برونزويك)
بوينت فيرتي (بالإنجليزية: Pointe-Verte, New Brunswick)‏ هي قرية تقع في كندا في نيو برونزويك. يقدر عدد سكانها بـ 976 نسمة ومساحتها 13.79 كم2 .